# Ferdel
Ferdel (648 m n.p.m.) – szczyt w Beskidzie Niskim, nad Wapiennem. Na szczycie góry znajduje się wieża widokowa. 
Piesze szlaki turystyczne:
- Męcina Wielka – Wapienne – Mały Ferdel (578 m n.p.m.) – Ferdel (648 m n.p.m.) – Barwinok (670 m n.p.m.) – Magura Wątkowska (846 m n.p.m.)
- Wapienne - Wapienne, Niżny Koniec - Wapienne, Wyżny Koniec – Ferdel (648 m n.p.m.)
- Ścieżka przyrodnicza "Buczynowa": Wapienne, Niżny Koniec – Mały Ferdel (578 m n.p.m.) – Ferdel (648 m n.p.m.) – Wapienne, Wyżny Koniec - Wapienne, Niżny Koniec